# Treska tmavá
Treska tmavá (Pollachius virens) je mořská ryba z čeledi treskovití.

## Popis
Tresku tmavou lze od tresky polaka (Pollachius pollachius) rozlišit podle relativní délky horní a dolní čelisti. Treska polak má delší spodní čelist, zatímco treska tmavá má přibližně stejně dlouhou horní a spodní čelist. To dává hlavě velmi odlišný profil. Obecně je treska polak hnědá nebo zlatá s tmavým hřbetem, zatímco treska tmavá je jasně stříbrná s velmi tmavě zeleným hřbetem. Treska tmavá má obecně relativně menší oči. Postranní čára tresky polaka má nad prsními ploutvemi nápadné zakřivení, zatímco u tresky tmavé je rovnější.
Maso tresky tmavé je tmavě zbarvené (odtud i její obecný název), zatímco maso tresky polaka je podobné ostatním zástupcům čeledi treskovitých. Toto tmavé zbarvení čerstvého tepelně neupraveného masa mohlo vést k nezasloužené pověsti této ryby jako ryby nevhodné k jídlu.
Vyskytuje se v severních částech severního Atlantiku, včetně Biskajského zálivu a Palmas Altas Campus. Dospělí jedinci se obvykle dožívají 16–20 let a dorůstají 100–120 cm, ale byli uloveni i jedinci o délce až 130 cm a hmotnosti až 32 kg. Mladí jedinci se obvykle vyskytují v blízkosti břehu, zejména ve skalnatých oblastech, a jak rostou, mají tendenci se stěhovat do hlubších vod. Současný světový rekord IGFA je 22,7 kg (50 lb), rekord byl zaznamenán v norském Saltstraumenu.
Norští vědci zdokumentovali, že si tresky tmavé zvykly shromažďovat se v okolí rybích farem a živit se nesnědeným lososím krmivem, které se dostává přes síťové stěny sádek.

## Rozmnožování
Treska dosahuje pohlavní dospělosti ve věku 4–9 let a je iteroparní, tře se vícekrát během období tření s determinovanou plodností. Samice produkují v závislosti na své velikosti 500 tisíc až 9 milionů jiker o průměru 1,0 až 1,3 mm.

## Rybolov
Treska tmavá se loví celoročně pomocí zařízení, jako jsou dánské nevody, vlečné sítě, dlouhé lovné šňůry a tenatové sítě, a často se loví v rámci smíšeného rybolovu s jinými druhy dnových ryb, jako jsou tresky z rodu Gadus a tresky bezvousé. Hlavní loviště ve východním Atlantiku jsou v Barentsově moři, v okolí Islandu, Faerských ostrovů a v Severním a Keltském moři. Těžba ve východním Atlantiku se v období 1980–2017 pohybovala kolem 300–700 tisíc tun. Všechny populace ve východním Atlantiku posuzuje ICES, která každoročně zveřejňuje doporučení pro celkový přípustný odlov.
Komerční těžbu tresky tmavé v západním Atlantiku provádějí Spojené státy americké a Kanada. V letech 1980–2017 se pohybovala kolem 5–20 tisíc tun ročně. Populaci v západním Atlantiku vyhodnocuje NOAA.
Všechny čtyři populace hodnocené ve východním Atlantiku a populace v západním Atlantiku jsou těženy udržitelným způsobem, přičemž mnoho rybářských společností získalo certifikát udržitelného rybolovu od Rady pro správu moří (Marine Stewardship Council).
Treska tmavá je jedlá a má obchodní hodnotu, i když je podstatně méně cenná než prvotřídní bílé ryby, jako jsou tresky rodu Gadus a treska skvrnitá. Pro dosažení oranžové barvy podobné lososu se může nasolovat a udit. V Německu se tato ryba běžně prodává pod názvem „mořský losos“, ačkoli není blízce příbuzná žádnému lososu.
Přestože je velká část tresky tmavé konzumované v Evropě ulovena v britských vodách, není u tamních spotřebitelů oblíbenou rybou. Většina britského výlovu tresky tmavé se proto vyváží do Francie, kde se hojně konzumuje.
Treska tmavá se také používá jako potrava pro kočky.